# أنطونيو جيوفيناتزي
أنطونيو جيوفيناتزي (مواليد 14 ديسمبر 1993) هو سائق إيطالي يشارك في مسابقة فورمولا 1 تحت العلم الإيطالي،ظهر أنطونيو لأول مرة في الفورومولا 1 في 2017 مع فريق ألفا روميو.

## روابط خارجية
- أنطونيو جيوفيناتزي على موقع Racing-Reference.info (الإنجليزية)
- أنطونيو جيوفيناتزي على موقع DriverDB.com (الإنجليزية)
- أنطونيو جيوفيناتزي على موقع AS.com (الإسبانية)